# Jon Corzine
Jon Stevens Corzine(Illinois, 1 de enero de 1947) es un político estadounidense, de ancestros italianos. Ocupó el cargo de gobernador del estado de Nueva Jersey por el Partido Demócrata entre 2006 y 2010. Fue sucedido en el cargo por Chris Christie. Realizó un MBA en la prestigiosa escuela de negocios University of Chicago Booth School of Business.